# Obudowa żebrowa

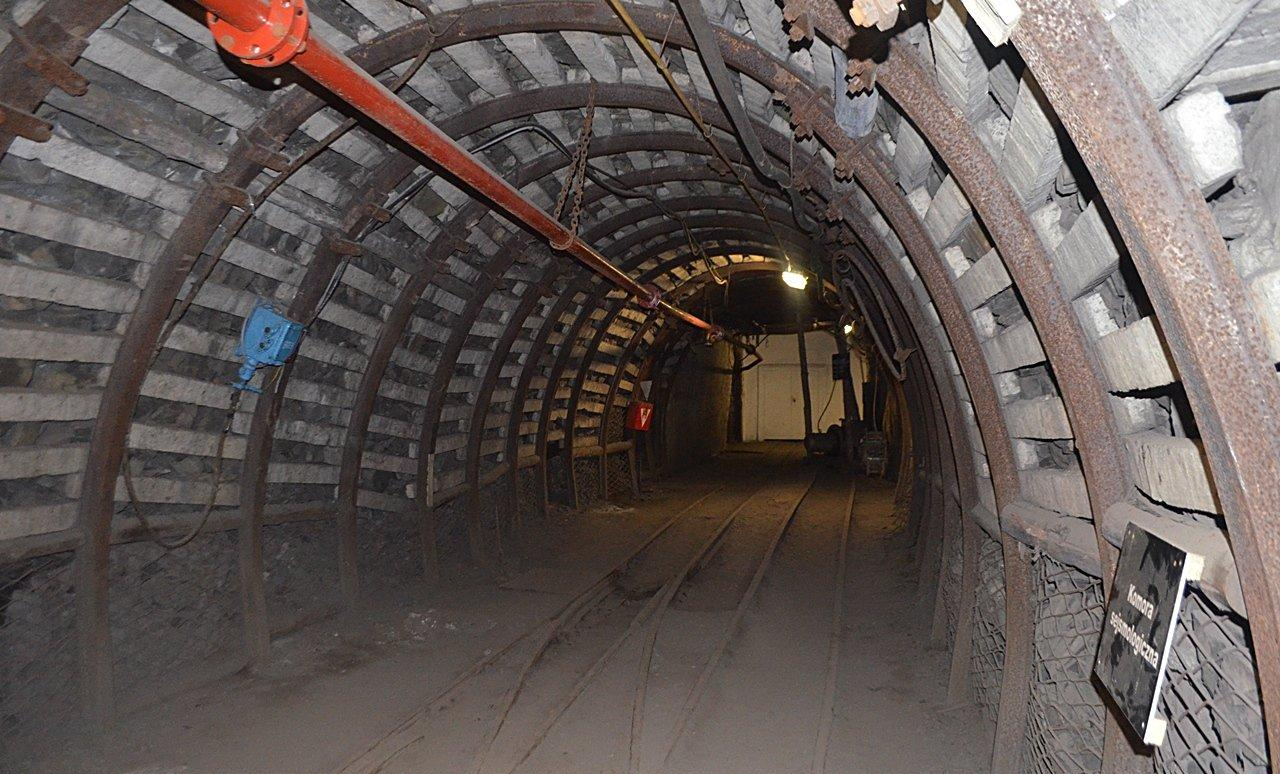
Stalowa obudowa żebrowa, kopalnia Guido, Zabrze

Obudowa żebrowa połączeń korytarzowych wyrobisk górniczych wykonana jest w postaci szkieletu nośnego, składającego się z żebra głównego z zamocowanymi do niego wspornikami oraz wsporczych żeber, zaopatrzonych w złącza, korzystnie klinowe.
Tak skonstruowana obudowa ma główne żebro szkieletu nośnego usytuowane w płaszczyźnie przenikania stropów najkorzystniej pomiędzy osiami krzyżujących się wyrobisk korytarzowych a osiami wsporczych żeber, przy czym rzuty osi żeber głównego i wsporczych na płaszczyznę wyznaczoną punktami podparcia w spodku wyrobiska korytarzowego tworzą układ promieniowy.